# Primera División de Costa Rica 1935
Die Saison 1935 war die 15. Spielzeit der Primera División de Costa Rica, der höchsten costa-ricanischen Fußballliga. Es nahmen sieben Mannschaften teil. Heredia wurde zum 9. Mal in der Vereinsgeschichte Meister.

## Austragungsmodus
- Die sieben teilnehmenden Teams spielten in einer Einfachrunde (Hin- und Rückspiel) im Modus Jeder gegen Jeden den Meister aus.
- Der Letztplatzierte stieg ab, der Vorletzte bestritt ein Entscheidungsspiel gegen den Meister der 2. Liga.

## Endstand

### Hauptrunde
| Pl.             | Verein             | Sp. | S | U | N | Tore    | Diff. | Punkte |
| --------------- | ------------------ | --- | - | - | - | ------- | ----- | ------ |
| 1.              | CS Herediano       | 12  | 8 | 1 | 3 | 033:270 | +6    | 17     |
| 2.              | Alajuela Junior    | 12  | 5 | 4 | 3 | 026:190 | +7    | 14     |
| 3.              | Orión FC           | 12  | 6 | 2 | 4 | 040:250 | +15   | 14     |
| 4.              | CS La Libertad (M) | 12  | 4 | 4 | 4 | 033:230 | +10   | 12     |
| 5.              | SG Española        | 12  | 5 | 1 | 6 | 023:280 | −5    | 11     |
| 6.              | LD Alajuelense     | 12  | 4 | 3 | 5 | 021:260 | −5    | 11     |
| 7.              | CS Buenos Aires    | 12  | 2 | 1 | 9 | 023:510 | −28   | 05     |
| Stand: Endstand |                    |     |   |   |   |         |       |        |

### Relegation
Im Modus Best of 3
| Vorletzter 1ºDivisión |  | Meister 2º División | Spiel 1 | Spiel 2 | Spiel 3 |
| --------------------- |  | ------------------- | ------- | ------- | ------- |
| LD Alajuelense        |  | CS Cartaginés       | 1:0     | 2:6     | 1:0     |

Nach dem Spiel entschied der Fußballverband, Cartago trotz der Relegationsniederlage aufsteigen zu lassen.

## Pokalwettbewerb

### Copa Estado Nacional 1935
Die "Copa Estado Nacional" wurde vor der Saison (im Frühjahr 1935) ausgespielt. Heredia gewann das Finale mit 4:3 gegen Orión.